# Lâu đài Bornem

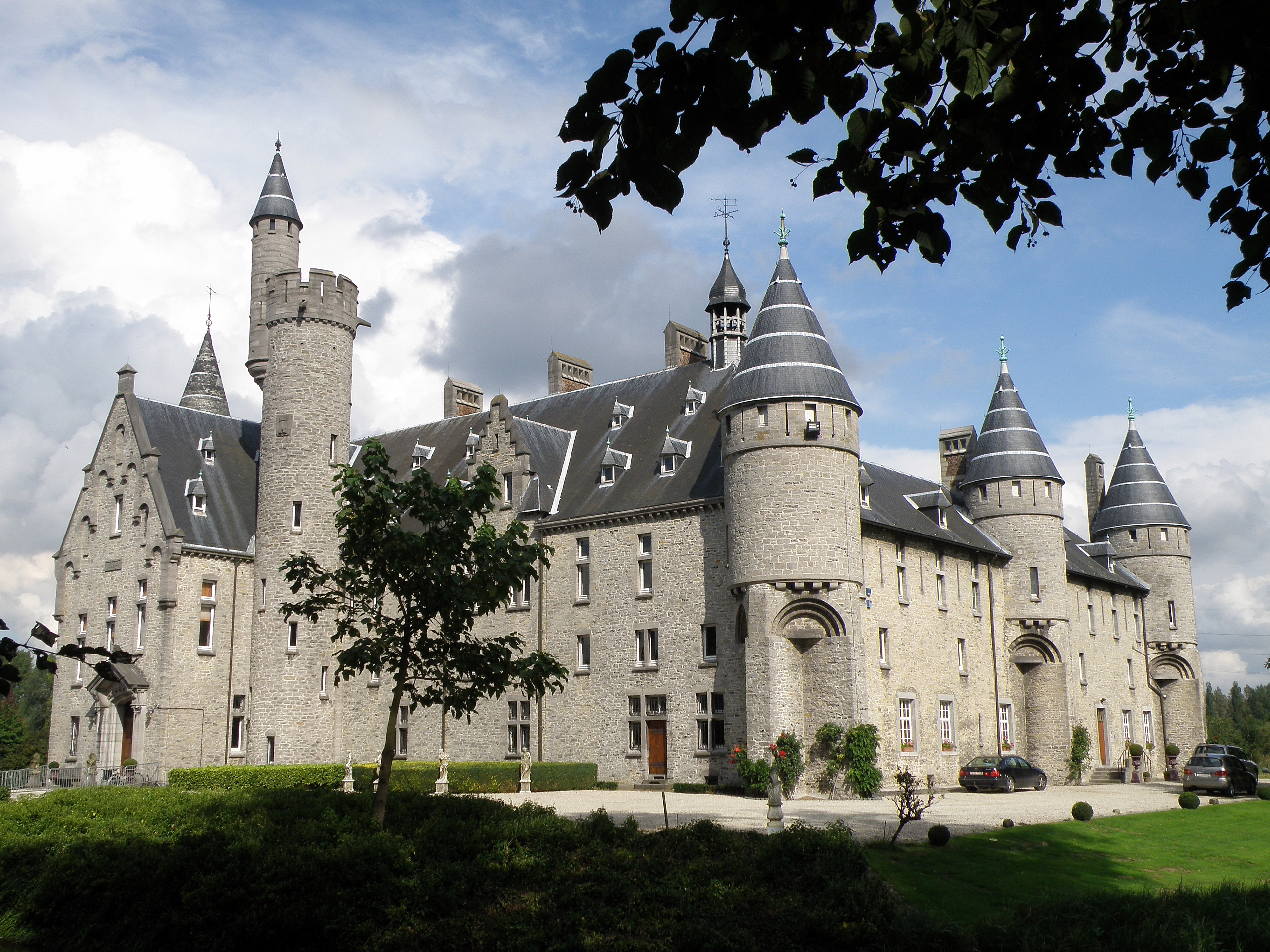
Lâu đài Bornem

Lâu đài Bornem là một lâu đài nằm cạnh sông Scheldt, đoạn chảy qua nước Bỉ.

## Lịch sử
Lâu đài Bornem là một lâu đài được xây dựng từ khoảng thế kỉ 10, 11 nhằm bảo vệ chống lại các cuộc xâm lược của người Viking, phiên bản này sau đó bị phá hủy. Năm 1587, nhà quý tộc Tây Ban Nha Pedro Coloma, Nam tước thứ 3 của Bornhem đã xây lâu đài mới trên móng lâu đài cũ. Năm 1773, lâu đài được sở hữu và trở thành tài sản của gia đình Marnix de Sainte-Aldegonde. Phiên bản hiện tại là từ thế kỷ 19 theo kế hoach của kiến trúc sư Hendrik Beyaert.